# Богдан (водоспад)
Бо́гдан — невідомий широкому загалу водоспад в Українських Карпатах (масив Ґорґани). Розташований на однойменному струмку, ліва притока р. Прутець Яблуницький (басейн Пруту), в присілку Прохідний села Поляниця Надвірнянського району Івано-Франківської області на відстані приблизно 1.5 км від центральної дороги села. Входить до складу Карпатського національного природного парку.
Загальна висота перепаду води — бл. 3 м. Водоспад утворився в місці, де потік перетинає потужну товщу пісковиків. Водоспад легкодоступний (до водоспаду веде польова дорога), проте маловідомий туристичний об'єкт. Особливо мальовничий після рясних дощів або під час танення снігу.

## Світлини та відео

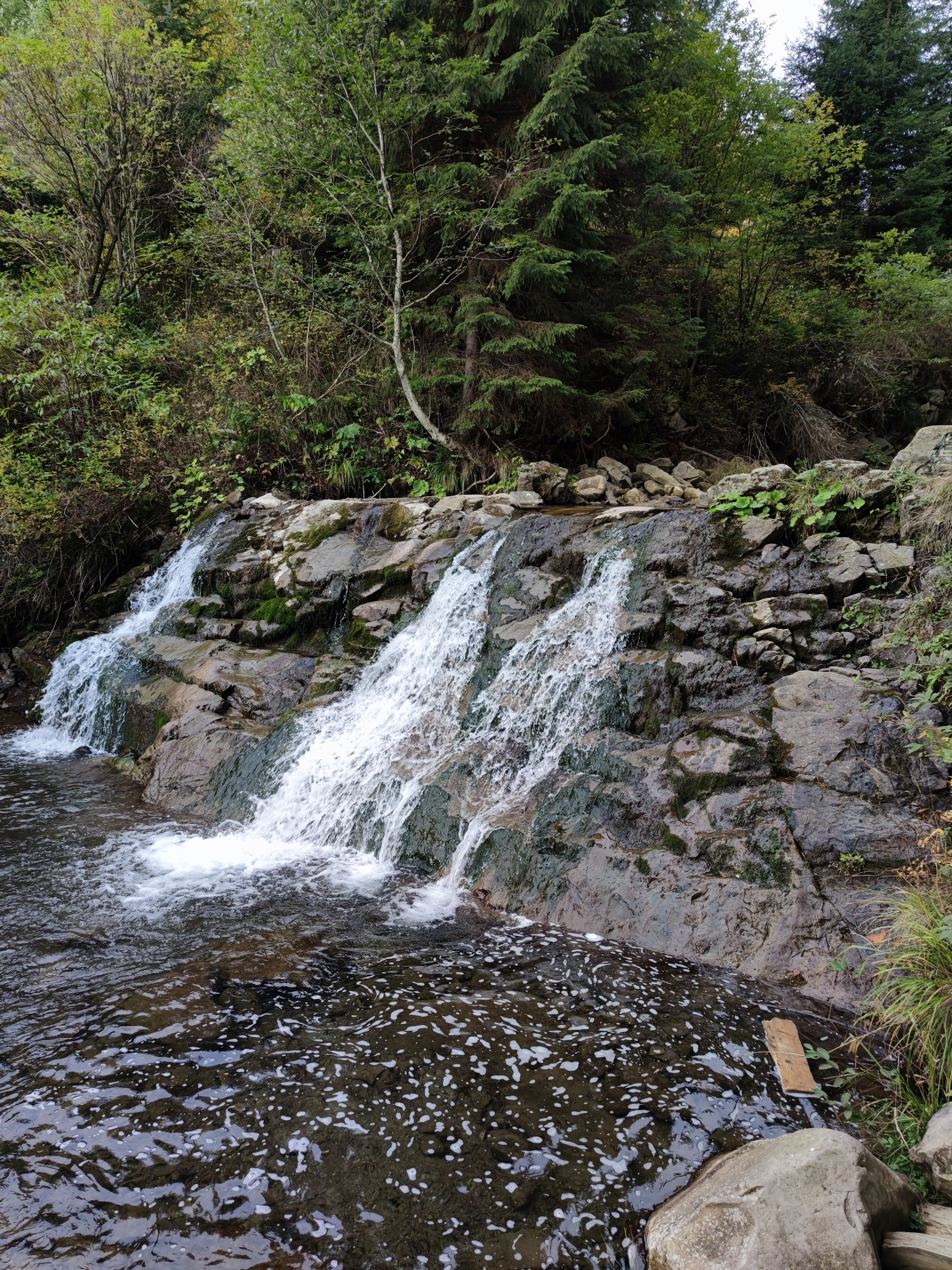
Водоспад збоку
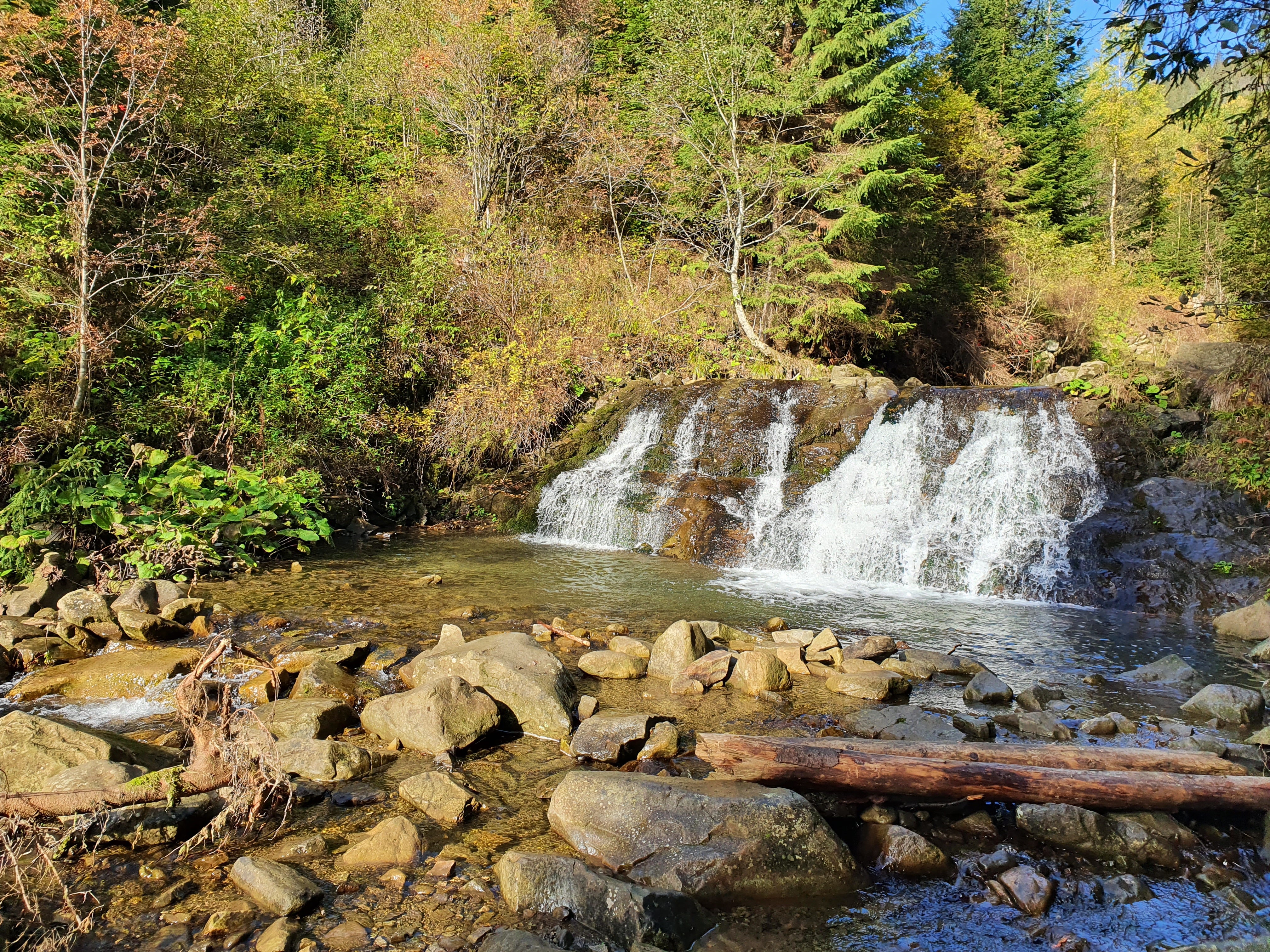
Водоспад здалеку
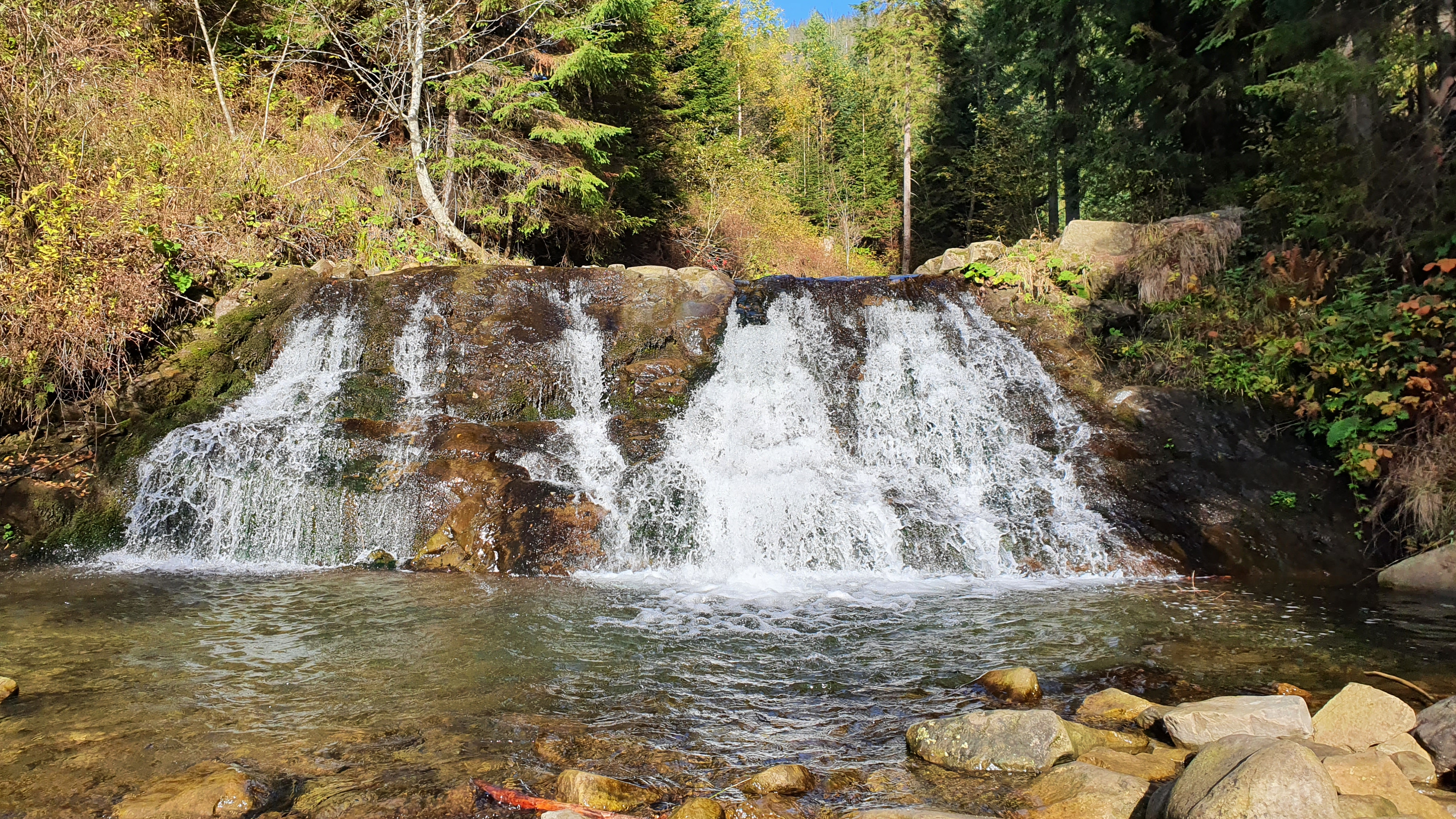
Водоспад спереду
- Відео водоспаду